# Spillemaskine
En spillemaskine eller spilleautomat er typisk en maskine der benyttes til hasardspil på et kasino. Maskinen har tre eller flere hjul, der roterer når en knap trykkes. Et andet populært ord er enarmet tyveknægt, fordi maskinen oprindeligt blev drevet af en løftestang på siden af maskinen (den ene arm) i stedet for en knap på frontpanelet, og fordi af dens evne til at efterlade spilleren tomhændet (tyveknægt). Mange moderne maskiner har stadig en symbolsk løftestang på siden, ud over knappen.
Spilleautomater har en mekanisk detektor, der godkender mønter eller penge indsat til spil. Maskinen udbetaler gevinster i forhold til mønstre af symboler synlige på forsiden af maskinen, når disse stopper. Moderne computerteknologi har resulteret i mange variationer på den enarmede tyveknægts koncept. Spilleautomater er den mest populære spillemetode i kasinoer og udgør omkring 70 procent af den gennemsnitlige indtægt.

## Lovgivning i Danmark
I Danmark skal alle beværtninger med spilleautomater ansøge om tilladelse hos Spillemyndigheden. Blandt de lovpligtige krav gælder blandt andet:
- I beværtninger med alkoholbevilling må max opsættes 3 spillemaskiner.

- I spillehaller må i udgangspunktet findes så mange spillemaskiner som operatøren har råd til at betale afgift for (ca. 600 kr. per automat årligt). Det er et krav, at der skal være bemanding i hele åbningstiden. Der må gerne serveres snacks, sodavand, etc. men ikke alkoholiske drikke.

- I Danmark skal spillemaskiner på restaurationer og i spillehaller have en udbetalingsprocent på minimum 74 %. Udbetalingsprocenten samt maskinens gevinsttabel skal tydeligt fremgå på maskinen.

- Indsatsen per spil må ikke overstige 1 krone, og den maksimale gevinst per spil må ikke være mere end 300 kr.[3]

## Historie
Den første enarmede tyveknægt blev opfundet af Charles Fey i 1887 i San Francisco. Der var allerede opfundet simple pokermaskiner, der tillod en spiller at vinde en cigar eller en drink, når der kom en vindende kombination.
Hvad der adskilte Feys Automater fra andre var, at hans udbetalte gevinsten i mønter. Hans enarmede tyveknægt havde tre hjul og hvert hjul havde ti symboler trykt på. Symbolerne var hestesko, spar, ruder, hjerter og klokker. Kombinationen med tre klokker ville udløse "jackpot" og dermed den største præmie. Automaten var epokegørende, da man ved at indkaste en mønt og dernæst trække i et håndtag, kunne få hjulene til at spinne.
Denne automat vil senere blive kendt som en "Bell automat".
I 1887 rapporterede San Francisco Chronicle, at en gruppe af saloon- og restaurantejere havde været samlet for at se Fey demonstrere sin nye automat. Ejerne var synligt imponerede og alle de tilstedeværende forudsagde, at automaten ville blive en succes.
Feys design med tre roterende hjul blev standard for fremtidige spilleautomater. Desværre for Fey var gambling ulovligt i Californien på det tidspunkt, og han kunne derfor ikke patentere sin opfindelse. Fey genererede derfor sin indkomst ved at sætte sine automater op på barer, saloons, restaurationer etc. og indsamlede 50% leje af alle indtægter.
Jackpotten var begrænset på de tidlige spilleautomater. Da maskinen som bekendt kørte med tre hjul med hver ti symboler på hvert hjul, var der 1000 kombinationer, der kunne rammes. Den samlede udbetaling for alle forskellige vindende kombinationer var 750 mønter. Dette gav "House" 25 % fortjeneste. Det er lidt sjovt at bemærke, at den udbetalingstabel der var på automaten havde opført drinks som præmier, skønt automaten jo udbetalte mønter. Dette var en af måderne at omgås spillelovene på. Senere modeller af automaterne udbetalte møntefterligninger eller tyggegummi for at omgå loven.
I 1907 blev Fey kontaktet af Herbert Mills, der ejede Mills Novelty, og i 1910 introducerede man "Operatør Bell"-automaten, der havde tre hjul med 20 symboler på hvert hjul. Maskinen havde også en svanehals som møntindkast og symbolerne på maskinen blev erstattet med frugtsymboler og klokkerne som jackpot. Disse automater vejede omkring 100 kg stykket. Mills virksomheden producerede over 30.000 af disse automater.
Populariteten af spilleautomater spredtes hurtigt over hele USA selv om gambling var ulovlig i mange stater. I slutningen af 1940'erne satte den legendariske Bugsy Siegel spilleautomater på gulvet i hans Flamingo Casino i Las Vegas. De første automater blev installeret som en direkte afledningsmanøvre for koner og kærester, således at mændene uden indblanding kunne spille ved pokerbordene.

## Udbredelse i Danmark
I Danmark har det hovedsageligt været spillemaskiner produceret af Compu-Game og DAE (Dansk Automat Expert) beliggende i henholdsvis Esbjerg og Højbjerg, der har været udbredte. Maskiner fra disse producenter kan stadig findes på værtshuse og spillehaller i hele landet.

## Online spillemaskiner
Spillemaskiner og spilleautomater findes også online. Disse maskiner følger mere eller mindre de samme mekanismer, som de fysiske af slagsen. Man vil dog opleve en større variation af eksempelvis bonusspil, hvor man online engang i mellem finder nogle ret avancerede bonusser og måder at få frie spins. En online spiludbyder skal - ligesom de landbaserede kasinoer - have tilladelse fra den danske spillemyndighed for at kunne tilbyde online spillemaskiner på nettet.